# Сухін Григорій
Григорій Сухін (? — † 1927) — хорунжий Армії УНР.
Хорунжий 1-го Лубенського полку імені Максима Залізняка.
У червні 1920 року навчався у військовому училищі УНР в Кам'янець-Подільському і закінчив його 14 липня 1921.
Інтернований у таборі м. Каліш (Польща).
Нагороджений орденом Хрест Симона Петлюри.
Помер у м.Каліш і похований на українському військовому цвинтарі у Щипіорно в 1927 році.